# HD 218440
HD 218440，又名BD+58 2546，SAO 35152、HR 8803，是一颗恒星，视星等为6.4，位于銀經110.13，銀緯-0.53，其B1900.0坐标为赤經23h 2m 56.7s，赤緯+59° -0.53′ 12″。